# Julius Weingarten

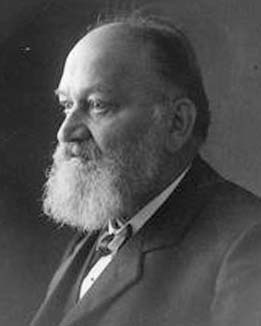
Julius Weingarten

Julius Weingarten (* 25. März 1836 in Berlin; † 16. Juni 1910 in Freiburg im Breisgau) war ein deutscher Mathematiker.
Weingarten hörte nach Abschluss der Schulausbildung Vorlesungen an der Berliner Universität, so etwa über Potentialtheorie bei Dirichlet. 1864 promovierte er an der Universität Halle.
Weingarten wurde 1871 Professor an der Bauakademie und dann an der Technischen Hochschule Charlottenburg. 1905 ging er aus gesundheitlichen Gründen auf einen Lehrstuhl für Mathematik nach Freiburg im Breisgau, wo das Klima für seine Gesundheit günstiger erschien.
Weingarten bearbeitete insbesondere das Gebiet der Differentialgeometrie und lenkte dabei als erster die Aufmerksamkeit auf diejenigen Flächen, bei denen der Hauptkrümmungsradius eine Funktion des anderen ist. Für die Berechnungsverfahren bei der europäischen Gradmessung verfasste Weingarten eine Abhandlung über die Trigonometrie auf dem Sphäroid. Seine bedeutendste Arbeit ist Über die Theorie der aufeinander abwickelbaren Flächen (2 Bde. Heidelberg 1875). Seine seit 1886 veröffentlichten Arbeiten zu den infinitesimalen Deformationen von Flächen wurden u. a. von Darboux hoch gelobt.
Mit einer größeren Arbeit zu diesem Thema errang Weingarten 1894 den großen Preis der Pariser Académie des sciences. In dieser Arbeit zeigte er, dass sich alle zu einer gegebenen Fläche isometrischen  Flächen mit den Lösungen einer partiellen Differentialgleichung vom Typ Monge-Ampère ermitteln lassen.
Weingartens Untersuchung (1901) über das Deformationsfeld im Inneren eines elastischen Körpers,
das aus einem Schnitt, dann anschließender Relativverschiebung der
Schnittflächen als Starrkörper und wieder Zusammenfügen der Flächen resultiert,
bildete den Anfangspunkt der mathematischen Versetzungstheorie in Festkörperkristallen.
Weingarten arbeitete auch mit dem italienischen Mathematiker Luigi Bianchi
zusammen, in dessen Korrespondenz die Briefe Weingartens den meisten Platz einnehmen.
Ihm zu Ehren sind die Weingartenabbildung und die Weingarten-Flächen benannt, letztere sind Oberflächen mit konstantem mittleren Krümmungsradius.
Es gibt auch die Gauß-Weingarten-Gleichungen, die in der Flächentheorie gleichbedeutend sind mit den Frenetschen Formeln in der Theorie der Raumkurven.
1886 wurde er zum korrespondierenden Mitglied der Göttinger Akademie der Wissenschaften gewählt. 1890 wurde Weingarten zum Mitglied der Leopoldina und 1899 zum Auswärtigen Mitglied der italienischen Accademia dei Lincei berufen.
Eine ausführliche Würdigung ist im Nachruf enthalten.